# Атанаско Михаиловић
Атанаско Михаиловић (1771 – 1849) био је бершићски кнез, судија и депутат, као и кнез Кнежине црногорске у Нахији рудничкој. Седиште кнежевине, једне од четири у споменутој нахији, било је обично у Бершићима.

## Биографија
Осим што је поред Николе Милићевића Луњевице био један од најближих сарадника кнеза Милоша Обреновића, кнез Атанаско Михаиловић имао је и двоструке линије које су га директно повезивале са Милошем. Жена његовог оца била је Јелена Вукомановић, пореклом из куће кнегиње Љубице. Са друге стране, његова ћерка Круна удала се за Јована Обреновића око 1814. године.
Имао је сина Јована о чијем образовању је бринуо и сам кнез Милош – након што је сазрео за школу, Јована је кнез Милош послао да учи код кнеза лепеничког Ђорђа Парезана. Крајем 1824. године писао је Атанаску и наредио му да свог сина пошаље у „овдашњу (крагујевачку) школу, да би штогод научио се”.
Поред кнеза Милоша, кнез Атанаско је још један од неписмених сељака који је својим радом и спретношћу стигао до високих положаја у Кнежевини Србији. Способност Атанаска се огледа у томе што је кнез Милош током своје владавине у престоницу Царства упутио девет државних депутација, а кнез из Бершића је био члан у двема. Реч је о петој депутацији током 1820/1821. године током које су због устанка у Грчкој једно време чак били и заробљени, и у шестој када се из Стамбола обратио писмом Васи Поповићу са молбом „да бисте мојим млађанима, који су код куће заостали, у свачему мукајет били и њи подучавали”.
Био је и члан Суда народа србског, произашлог из Народне скупштине у Крагујевцу, а који је у том тренутку, 1827. године, био највиша судска инстанца у држави. Поред тога, био је и члан суда „наије рудничке”, а обављао је судијске послове и из статуса кнеза у својој кнежини.
Чињеница је да су се Бершићи највише развили током владавине Атанаска Михаиловића. О томе сведочи раст са 48 кућа (46 ожењених глава) 1839. године на 70 кућа и 421 становника 1863. године. 
Милошева захвалост кнезу Атанаску можда се најбоље види у томе да је, поред 27 других заслужних личности (попут Вука Караџића, Јакова Ненадовића, Луке Лазаревића, Проте Матеје Ненадовића), Атанаско добио пензију од 250 талира, док су само две пензије биле веће од његове.

### Смрт
Иако не може са прецизношћу да се утврди тачна година његове смрти, претпоставља се да је то било 1849. када се последњи пут спомиње у историјским списима.
Данас, једна улица у Горњем Милановцу носи његово име.